# Горячий Пляж
Горячий Пляж — посёлок сельского типа (военный городок), расположенный на острове Кунашир на склоне вулкана Менделеев. Согласно административно-территориальному делению России село расположено в Южно-Курильском городском округе Сахалинской области России. Основное население — военнослужащие-пограничники.

## География
Село располагается на тихоокеанском, восточном берегу южной части Кунашира, в 5 км к северо-востоку от вулкана Менделеева, у его северо-восточной подошвы.

## История
С 1855 года поселение относилось к японскому княжеству Мацумаэ, переименованному в 1869 году в губернаторство Хоккайдо.
До присоединения Курильских островов к СССР в 1945 году поселение носило айнское по происхождению название — Сесеки (по-японски 瀬石) — в переводе «горячий, жаркий».
В 1947 году село получило современное название (предлагалось также название Горячие Ключи) по своему положению близ горячих источников.
В 1997 году в посёлке была введена система геотермального теплоснабжения.

## Достопримечательности
На прибрежных участках и в приливной зоне у подошвы вулкана Менделеева находится множество парогидротерм, которые представляют собой щелочные, хлоридно-натриевые источники с температурой воды 60-100°, используемые в лечебных целях и для выращивания овощей в теплице.